# Chez moi (chanson)
Singles de Serge Lama
Je suis malade
(1973) L'Algérie
(1975)
Clip vidéo
[vidéo] « "Chez moi" (archive INA, 1978) », sur YouTube
Chez moi est une chanson de Serge Lama, parue sur l'album éponyme parut en 1973. Écrite par Serge Lama et composée par Alice Dona, chez moi sort en single 45 tours en 1974.

## Liste des pistes
| A. | Chez moi    | Serge Lama | Alice Dona | 3:47 |
| B. | La Braconne | Serge Lama | Alice Dona | 3:28 |

## Performance commerciale
Le single a atteint la 9e place des ventes hebdomadaires en France.

## Classements
| Classement (1974)                       | Meilleure position |
| --------------------------------------- | ------------------ |
| France (CIDD)                           | 9                  |
| Belgique (Wallonie Ultratop 50 Singles) | 16                 |

| Classement (1974) | Position |
| ----------------- | -------- |
| France (SNEP)     | 58       |

## Récompense
- 1975 : Prix Vincent-Scotto